# Christina McHale
Christina Marietta McHale (Teaneck, 11 maggio 1992) è una tennista statunitense.

## Biografia
Christina McHale è nata a Teaneck, New Jersey. È la figlia di John e Margarita McHale. Il padre, un finanziere, ha origini irlandesi, mentre la madre è nata a Cuba. La sua famiglia abita a Hong Kong dove Christina ha vissuto dai tre agli otto anni. Nel giugno 2006, Christina si è diplomata presso la Englewood Cliffs Public School. Parla diverse lingue, compreso il cinese mandarino.
Christina McHale si allena attualmente all'USTA Training Center a Carson, California. Sua sorella Lauren è una junior all'UNC-Chapel Hill, dove gioca a tennis per i Tar Heels.
I suoi giocatori preferiti sono Andy Roddick, Serena Williams, Venus Williams e Rafael Nadal. Attualmente risiede a Englewood Cliffs, New Jersey.

## Carriera
Ha partecipato a vari Australian Open; nell'edizione dell'2009, doppio ragazze insieme a Ajla Tomljanović, ha trionfato superando in finale 6–1, 2–6, 10–4 Aleksandra Krunić e Sandra Zaniewska. Nello stesso anno è stata battuta da Laura Robson nel singolo.
Christina McHale ha vinto contro molte Top Players, tra cui le due volte campionesse Slam Svetlana Kuznecova e Viktoryja Azaranka, Caroline Wozniacki (posizionata al No. 1 del mondo in quel momento), l'ex No. 3 del mondo Nadia Petrova, la campionessa di Wimbledon 2011 Petra Kvitová, l'ex No. 5 del ranking Daniela Hantuchová e la vincitrice di Wimbledon 2013 Marion Bartoli.
Ha raggiunto la sua prima finale WTA nel 2014 ad Acapulco venendo poi sconfitta da Dominika Cibulková per 7-6, 4-6, 6-4.
Nel settembre del 2016, Christina vince il suo primo titolo WTA in carriera in quel di Tokyo, vincendo tutte le sue partite in tre set e battendo in finale Kateřina Siniaková per 3-6 6-4 6-4.
Dopo aver perso nel primo turno delle qualificazioni dello US Open 2022 ha annunciato il ritiro dal tennis professionistico. Tuttavia ha fatto il suo ritorno alle competizioni nel novembre 2024 in un torneo ITF a Boca Raton.

## Statistiche WTA

### Singolare

#### Vittorie (1)
| Legenda               | Legenda      |
| --------------------- | ------------ |
| Grande Slam (0)       |              |
| Ori Olimpici (0)      |              |
| WTA Finals (0)        |              |
| WTA Elite Trophy (0)  |              |
| Dal 2009 al 2020      | Dal 2021     |
| Premier Mandatory (0) | WTA 1000 (0) |
| Premier 5 (0)         | WTA 1000 (0) |
| Premier (0)           | WTA 500 (0)  |
| International (1)     | WTA 250 (0)  |

| N. | Data              | Torneo                    | Superficie | Avversaria in finale | Punteggio     |
| 1. | 17 settembre 2016 | Japan Women's Open, Tokyo | Cemento    | Kateřina Siniaková   | 3-6, 6-4, 6-4 |

#### Sconfitte (1)
| Legenda               | Legenda      |
| --------------------- | ------------ |
| Grande Slam (0)       |              |
| Argenti Olimpici (0)  |              |
| WTA Finals (0)        |              |
| WTA Elite Trophy (0)  |              |
| Dal 2009 al 2020      | Dal 2021     |
| Premier Mandatory (0) | WTA 1000 (0) |
| Premier 5 (0)         | WTA 1000 (0) |
| Premier (0)           | WTA 500 (0)  |
| International (1)     | WTA 250 (0)  |

| N. | Data          | Torneo                              | Superficie | Avversaria in finale | Punteggio        |
| 1. | 1º marzo 2014 | Abierto Mexicano de Tenis, Acapulco | Cemento    | Dominika Cibulková   | 6(3)-7, 6-4, 4-6 |

### Doppio

#### Vittorie (2)
| Legenda               | Legenda      |
| --------------------- | ------------ |
| Grande Slam (0)       |              |
| Ori Olimpici (0)      |              |
| WTA Finals (0)        |              |
| WTA Elite Trophy (0)  |              |
| Dal 2009 al 2020      | Dal 2021     |
| Premier Mandatory (0) | WTA 1000 (0) |
| Premier 5 (0)         | WTA 1000 (0) |
| Premier (0)           | WTA 500 (0)  |
| International (2)     | WTA 250 (0)  |

| N. | Data            | Torneo                       | Superficie | Partner    | Rivali in finale               | Punteggio   |
| 1. | 16 gennaio 2016 | Hobart International, Hobart | Cemento    | Han Xinyun | Kimberly Birrell Jarmila Wolfe | 6-3, 6-0    |
| 2. | 16 ottobre 2016 | Tianjin Open, Tianjin        | Cemento    | Peng Shuai | Magda Linette Xu Yifan         | 7-6(8), 6-0 |

#### Sconfitte (2)
| Legenda               | Legenda      |
| --------------------- | ------------ |
| Grande Slam (0)       |              |
| Argenti Olimpici (0)  |              |
| WTA Finals (0)        |              |
| WTA Elite Trophy (0)  |              |
| Dal 2009 al 2020      | Dal 2021     |
| Premier Mandatory (0) | WTA 1000 (0) |
| Premier 5 (0)         | WTA 1000 (0) |
| Premier (0)           | WTA 500 (0)  |
| International (1)     | WTA 250 (1)  |

| N. | Data              | Torneo                        | Superficie | Compagna          | Avversarie in finale       | Punteggio        |
| 1. | 15 settembre 2019 | Japan Women's Open, Hiroshima | Cemento    | Valerija Savinych | Misaki Doi Nao Hibino      | 6-3, 4-6, [4-10] |
| 2. | 28 agosto 2021    | Tennis in the Land, Cleveland | Cemento    | Sania Mirza       | Shūko Aoyama Ena Shibahara | 5-7, 3-6         |

## Circuito WTA 125

### Doppio

#### Vittorie (1)
| N. | Data          | Torneo                                | Superficie | Compagna    | Avversarie in finale     | Punteggio        |
| 1. | 30 marzo 2025 | Puerto Vallarta Open, Puerto Vallarta | Cemento    | Hanna Chang | Maya Joint Ena Shibahara | 2-6, 6-2, [10-7] |

## Statistiche ITF

### Singolare

#### Vittorie (3)
| Torneo 100000 $ (0) |
| Torneo 80000 $ (1)  |
| Torneo 75000 $ (0)  |
| Torneo 60000 $ (0)  |
| Torneo 50000 $ (2)  |
| Torneo 25000 $ (0)  |
| Torneo 15000 $ (0)  |
| Torneo 10000 $ (0)  |

| N. | Data            | Torneo                                                          | Superficie  | Avversaria in finale | Punteggio     |
| 1. | 5 giugno 2011   | Torneo Internazionale Femminile Antico Tiro a Volo, Roma        | Terra rossa | Ekaterina Lopes      | 6-2, 6-4      |
| 2. | 31 gennaio 2016 | Tennis Championships of Maui, Maui                              | Cemento     | Raveena Kingsley     | 6-3, 4-6, 6-4 |
| 3. | 12 maggio 2019  | Open GDF SUEZ de Cagnes-sur-Mer Alpes-Maritimes, Cagnes-sur-Mer | Terra rossa | Stefanie Vögele      | 7-6(4), 6-2   |

#### Sconfitte (3)
| Torneo 100000 $ (0) |
| Torneo 80000 $ (0)  |
| Torneo 75000 $ (0)  |
| Torneo 60000 $ (1)  |
| Torneo 50000 $ (1)  |
| Torneo 25000 $ (0)  |
| Torneo 15000 $ (0)  |
| Torneo 10000 $ (1)  |

| N. | Data            | Torneo                                  | Superficie  | Avversaria in finale | Punteggio     |
| 1. | 28 ottobre 2007 | Itu Women Future Itu, Itu               | Terra rossa | Mailen Auroux        | 5–7, 2–6      |
| 2. | 5 ottobre 2009  | USTA Tennis Classic of Troy, Troy       | Cemento     | Alison Riske         | 4–6, 6–2, 5–7 |
| 3. | 30 gennaio 2022 | Orlando USTA Pro Circuit Event, Orlando | Cemento     | Zheng Qinwen         | 0-6, 1-6      |

### Doppio

#### Vittorie (4)
| Torneo 100000 $ (0) |
| Torneo 80000 $ (0)  |
| Torneo 75000 $ (0)  |
| Torneo 60000 $ (0)  |
| Torneo 50000 $ (1)  |
| Torneo 25000 $ (0)  |
| Torneo 15000 $ (1)  |
| Torneo 10000 $ (2)  |

| N. | Data            | Torneo                                       | Superficie  | Compagna          | Avversarie in finale               | Punteggio |
| 1. | 15 ottobre 2007 | ITF Women's Circuit Serra Negra, Serra Negra | Terra rossa | Allie Will        | Mailen Auroux Tatiana Búa          | 7-5, 6-3  |
| 2. | 23 giugno 2008  | ITF Women's Circuit Wichita, Wichita         | Cemento     | Sloane Stephens   | Dominika Diesková Ana-Clara Duarte | 6-3, 6-2  |
| 3. | 31 maggio 2010  | Due Ponti Cup, Roma                          | Terra rossa | Olivia Rogowska   | Iryna Brémond Arantxa Rus          | 6-4, 6-1  |
| 4. | 15 marzo 2025   | ITF Montréal Women's, Montréal               | Cemento (i) | Raphaëlle Lacasse | Sara Daavettila Sabastiani Leon    | 7-5, 6-1  |

#### Sconfitte (3)
| Torneo 100000 $ (1) |
| Torneo 80000 $ (0)  |
| Torneo 75000 $ (0)  |
| Torneo 60000 $ (0)  |
| Torneo 50000 $ (0)  |
| Torneo 25000 $ (1)  |
| Torneo 15000 $ (0)  |
| Torneo 10000 $ (1)  |

| N. | Data            | Torneo                                         | Superficie  | Compagna         | Avversarie in finale                | Punteggio   |
| 1. | 2 giugno 2007   | ITF Women's Circuit Houston, Houston           | Cemento (i) | Kimberly Couts   | Helena Bešović Nina Munch-Søgaard   | 6(2)–7, 5–7 |
| 2. | 13 giugno 2009  | Pekao Open, Stettino                           | Terra rossa | Asia Muhammad    | Michaela Paštiková Lenka Tvarosková | 1–6, 0–6    |
| 3. | 26 ottobre 2013 | Internationaux Féminins de la Vienne, Poitiers | Cemento (i) | Monica Niculescu | Lucie Hradecká Michaëlla Krajicek   | 6(5)–7, 2-6 |

## Grand Slam Junior

### Doppio

#### Vittorie (1)
| Tornei del Grande Slam  |
| ----------------------- |
| Australian Open (1)     |
| Open di Francia (0)     |
| Torneo di Wimbledon (0) |
| US Open (0)             |

| N. | Data            | Torneo                     | Superficie | Compagna         | Avversarie in finale               | Punteggio        |
| 1. | 31 gennaio 2009 | Australian Open, Melbourne | Cemento    | Ajla Tomljanović | Aleksandra Krunić Sandra Zaniewska | 6-1, 2-6, [10-4] |

## Risultati in progressione
| Sigla | Risultato               |
| ----- | ----------------------- |
| V     | Vincitore               |
| F     | Finalista               |
| SF    | Semifinalista           |
| O     | Oro olimpico            |
| A     | Argento olimpico        |
| SF    | Bronzo olimpico         |
| QF    | Quarti di Finale        |
| 4T    | Quarto turno            |
| 3T    | Terzo turno             |
| 2T    | Secondo turno           |
| 1T    | Primo turno             |
| RR    | Round Robin             |
| LQ    | Turno di qualificazione |
| A     | Assente                 |
| ND    | Non disputato           |

| Legenda superfici    |
| -------------------- |
| Cemento              |
| Terra battuta        |
| Erba                 |
| Superficie variabile |

### Singolare
| Australian Open           | 1T  | LQ   | 1T    | 3T    | 1T   | 2T  | 2T  | 1T  | 0 / 7       | 4–7         |
| Open di Francia           | A   | 1T   | 1T    | 3T    | 1T   | 1T  | 1T  | 1T  | 0 / 7       | 2–7         |
| Wimbledon                 | A   | A    | 2T    | 3T    | 2T   | 1T  | 2T  | 2T  | 0 / 6       | 6–6         |
| US Open                   | 2T  | 1T   | 3T    | 1T    | 3T   | 2T  | 1T  | 2T  | 0 / 8       | 7–8         |
| Vittorie-sconfitte        | 1–2 | 0–2  | 3–4   | 6–4   | 3–4  | 2–4 | 2–4 | 2–4 | 0 / 28      | 19–28       |
| Fed Cup                   |     |      |       |       |      |     |     |     |             |             |
| Fed Cup                   | A   | F    | PO    | PO    | A    | QF  | PO  | PO  | 0 / 6       | 5–5         |
| WTA Premier Mandatory     |     |      |       |       |      |     |     |     |             |             |
| Indian Wells              | A   | 1T   | 3T    | 4T    | 2T   | 1T  | 2T  | 3T  | 0 / 7       | 9–7         |
| Miami                     | LQ  | LQ   | LQ    | 2T    | 2T   | 2T  | 2T  | 2T  | 0 / 5       | 5–5         |
| Madrid                    | A   | A    | A     | 2T    | 2T   | 2T  | 2T  | 3T  | 0 / 5       | 6–5         |
| Pechino                   | A   | A    | 2T    | 1T    | A    | 1T  | LQ  |     | 0 / 3       | 1–3         |
| Vittorie-sconfitte        | 0–0 | 0–1  | 3–2   | 5–4   | 3-3  | 2-3 | 3-3 | 5-3 | 0 / 16      | 16–16       |
| Carriera                  |     |      |       |       |      |     |     |     |             |             |
| Tornei giocati            | 2   | 9    | 20    | 21    | 15   | 21  | 24  | 22  | 134         | 134         |
| Titoli–Finali             | 0–0 | 0–0  | 0–0   | 0–0   | 0–0  | 0-1 | 0-0 | 1-0 | 1 / 133     | 0–0         |
| Cemento                   | 1–2 | 3–6  | 13–12 | 16–12 | 5–8  |     |     |     | 0 / 40      | 38–40       |
| Terra rossa               | 0–0 | 2–3  | 4–6   | 6–5   | 2–5  |     |     |     | 0 / 19      | 14–19       |
| Erba                      | 0–0 | 0–0  | 2–2   | 3–4   | 1–2  |     |     |     | 0 / 8       | 6–8         |
| Sintetico                 | 0–0 | 3–1  | 0–0   | 0–0   | 0–0  | 0–0 | 0–0 | 0–0 | 0 / 1       | 3–1         |
| Vittorie-sconfitte totali | 1–2 | 8–10 | 19–20 | 25–21 | 8–15 |     |     |     | 0 / 68      | 61–68       |
| Ranking di fine anno      | 218 | 115  | 42    | 33    | 68   | 54  | 64  |     | 1 220 528 $ | 1 220 528 $ |

## Vittorie contro giocatrici Top 10
| Stagione | 2010 | 2011 | 2012 | 2013 | 2014 | 2015 | 2016 | Totale |
| Vittorie | 1    | 2    | 2    | 0    | 0    | 0    | 1    | 6      |

| #    | Giocatrice             | Ranking | Evento                               | Superficie  | Turno | Punteggio        | Rank. CMR |
| ---- | ---------------------- | ------- | ------------------------------------ | ----------- | ----- | ---------------- | --------- |
| 2010 |                        |         |                                      |             |       |                  |           |
| 1.   | Viktoryja Azaranka     | 9       | Charleston Open, Charleston          | Terra verde | 2T    | 2-6, 2-2 rit.    | 192       |
| 2011 |                        |         |                                      |             |       |                  |           |
| 2.   | Caroline Wozniacki (1) | 1       | Cincinnati Open, Cincinnati          | Cemento     | 2T    | 6-4, 7-5         | 76        |
| 3.   | Marion Bartoli         | 9       | US Open, New York                    | Cemento     | 2T    | 7-6(2), 6-2      | 55        |
| 2012 |                        |         |                                      |             |       |                  |           |
| 4.   | Petra Kvitová          | 3       | Indian Wells Open, Indian Wells      | Cemento     | 3T    | 2-6, 6-2, 6-3    | 35        |
| 5.   | Caroline Wozniacki (2) | 7       | Eastbourne International, Eastbourne | Erba        | 1T    | 6-1, 6(7)-7, 6-4 | 30        |
| 2016 |                        |         |                                      |             |       |                  |           |
| 6.   | Garbiñe Muguruza       | 4       | Indian Wells Open, Indian Wells      | Cemento     | 2T    | 7-5, 6-1         | 62        |